# The Faith Healer (chanson)
Pour les articles homonymes, voir The Faith Healer (homonymie).
Pistes de Next...
Gang Bang Giddy Up a Ding Dong
The Faith Healer est la chanson emblématique du groupe britannique The Sensational Alex Harvey Band (SAHB), sortie en 1973 sur l'album Next.... Elle a été reprise par de nombreux  groupes.

## Composition
L'histoire de cette chanson est assez surprenante. En 2008, Chris Glen, le bassiste du groupe, en dévoile quelques secrets lors d'un interview,. Le morceau initial termine la face A de l'album. Mais en 1973, les albums sortent non seulement en vinyle, mais aussi en K7 et pour ces dernières les durées de chaque face doivent être les plus proches possibles. Or la face A est plus courte que la face B (version UK). Il est décidé de rajouter au début du morceau deux minutes jouées par un séquenceur de basses. Ce séquenceur est une machine analogique artisanale mise au point par le flûtiste et saxophoniste Ashton Tootle. Alex Harvey a connu ce dernier sur la tournée de la comédie musicale Hair entre 1967 et 1970, tous les deux faisant partie du groupe qui accompagne les chanteurs; ils sont crédités sur plusieurs albums de Hair. Le nom de cette machine est la Tootlebug drone. La séquence délivrée par ce séquenceur ouvre la nouvelle version du morceau sur une durée d'environ deux minutes et est prolongée jusqu'à la fin de ce dernier. Elle donne à la chanson un côté hypnotique. Tout au long de la chanson la tension monte et il en résulte un morceau très original qui dure plus de sept minutes et qui va devenir l'emblème du groupe.
Il est présenté au public pour la première fois le 25 août 1973, lors du festival de Reading. Devant 30 000 personnes, sur un fond de coucher de soleil, son succès est immédiat. L'album sort le 16 novembre 1973 et la chanson bénéficie aussi d'une sortie en 45 tours le 15 février 1974. Le groupe l'intégrera à toutes ces  représentations, souvent au début des concerts.
SAHB n'utilisera ce Tootlebug drone que sur cet unique morceau. La même année (1973) le bassiste Hugh Hopper l'utilise sur 1984, son premier album solo après son départ de Soft Machine où il indique faire passer sa basse "au travers".

## Personnel

### The Sensational Alex Harvey Band
- Alex Harvey – chant, guitare
- Zal Cleminson – guitare, chœurs
- Chris Glen – basse, chœurs
- Hugh McKenna –  orgue, grand piano, chœurs
- Ted McKenna – batterie, percussions, chœurs

### Technique
- Phil Wainman – producteur
- Pete Coleman – ingénieur du son
- John Mills – ingénieur
- David Batchelor – assistant producteur assistant, chœurs

## Single et albums SAHB
On retrouve The Faith Healer sur les albums et single suivants :
Album studio : 
- 16 novembre 1973 : Next...

Single : 
- 15 février 1974 (UK)[5]: avec St. Anthony en face B

Albums Live :
- Formation avec Alex Harvey :
  - 1975 : Live (Hammersmith Odeon, 24 mai 1975 - unique album en public du groupe sorti du vivant d'Alex Harvey)
  - 1991 : BBC Radio 1 Live in Concert (Londres 1972 et 1973)[7]
  - 1994 : Live on the Test (Old Grey Whistle Test - Londres 1973)[8]
  - 2006 : US Tour 74 (décembre 1974)[9]
  - 2015 : avec d'autres groupes : Freddy Bannister's Festivals 1969-1979 (Knebworth - 20 juillet 1974)[10]

- Formation sans Alex Harvey : 
  - 1994 : Live In Glasgow 1993 (lors d'une reformation du groupe en 1993)
  - 2004 : British Tour 76[11] (22 mai 1976 à Leicester - Alex Harvey ayant temporairement quitté le groupe pendant 8 mois)
  - 2006 : Zalvation : Live in the 21st Century (lors d'une reformation ultérieure du groupe en 2002)

Compilations :
- 1987 : The Best of The Sensational Alex Harvey Band[12]
- 1994 : Delilah[13]
- 2001 : An Introduction to the Sensational Alex Harvey Band[14]
- 2003 : Considering the situation[15]
- 2016 : The Last Of The Teenage Idols[16]
- 2018 : Shout The Essential Alex Harvey[17]

## Reprises
De nombreux groupes ont repris The Fait Healer. Parmi eux, on trouve :
- 1986 : The Bollock Brothers (single Faith Healer/ Return to the garden of Eden[18])
- 1992 : Recoil (album Bloodline[19] et maxi-single Faith Healer) dont Moby réalise un remix cette même année (Barracuda Remix [20])
- 1992 : Foetus (album Male[21])
- 1992 : The Cult (album The white EP[22], puis Rare Cult et Best of rare Cult )
- 1999 : Fish (album Raingods with Zippos[23])
- 1999 : The Church (album A box of birds[24])
- 1999 : Helloween (album Metal Jukebox[25])
- 2000 : FN Guns (album Ban The Guns[26])
- 2002 : The Cure (en live lors de la tournée 2002[27])
- 2017: Crippled Black Phoenix (album Horrific Honorifics[28])
- 2022 : Udo Dirkschneider (album My way[29])
- 2023 : Saxon (album More inspirations[30])
- 2024 : Paul Di'Anno (album The Lost Live Album[31])